# Thripadectes scrutator
El trepamusgos peruano (Thripadectes scrutator), también denominado trepamusgo de garganta anteada o trepapalo de garganta amarilla, es una especie de ave paseriforme de la familia Furnariidae propia de la región andina del oeste de América del Sur.

## Distribución y hábitat
Se distribuye por los Andes desde el norte de Perú (Amazonas al sur del río Marañón) hacia el sur hasta el centro norte de Bolivia (Cochabamba).
Esta especie es considerada rara y aparentemente local (o tal vez sea apenas ignorada) en su hábitat natural, el sotobosque de bosques húmedos subtropicales de alta montaña, en altitudes entre 2450 y 3300 m.

## Sistemática

### Descripción original
La especie T. scrutator fue descrita por primera vez por el ornitólogo polaco Władysław Taczanowski en 1874 bajo el mismo nombre científico; su localidad tipo es: «Maraynioc, Junín, Perú».

### Etimología
El nombre genérico masculino «Thripadectes» se compone de las palabras del griego «θριψ thrips, θριπος thripos»: carcoma, polilla de la madera, y «δηκτης dēktēs»: picoteador; significando «que picotea la polilla de la madera»; y el nombre de la especie «scrutator», proviene del latín «scrutator, scrutatoris»: observador, investigador.

### Taxonomía
Los datos genéticos indican que la presente especie es hermana de Thripadectes flammulatus –con quien a veces ha sido considerada conespecífica– y el par formado por ambas es hermano de T. ignobilis. Es monotípica, algunos ejemplares del sur de Perú (Cuzco) y Bolivia (Cochabamba) de color más rojizo rufescente que aquellos más lejanos del norte, tal vez representen una subespecie no descrita.